# Dvorište (Golubac)
Dvorište (em cirílico:Двориште) é uma vila da Sérvia localizada no município de Golubac, pertencente ao distrito de Braničevo, na região de Južne i Istočne Srbije. A sua população era de 164 habitantes segundo o censo de 2022.

## Demografia
| 1948 | 1953 | 1961 | 1971 | 1981 | 1991 | 2002 | 2022 |
| ---- | ---- | ---- | ---- | ---- | ---- | ---- | ---- |
| 725  | 747  | 727  | 679  | 590  | 532  | 305  | 164  |